# センメルヴェイス大学
座標: 北緯47度29分14秒 東経19度04分02秒 / 北緯47.48722度 東経19.06722度
センメルヴェイス大学（センメルヴェイスだいがく、洪:Semmelweis Egyetem、羅: Universitas Budapestinensis de Semmelweis Nominata、英: Semmelweis University）は、ハンガリー・ブダペストの医科大学。1769年創立。センメルヴェイス反射で知られる医師のセンメルヴェイス・イグナーツに由来する。

## 概要
ハンガリー国内では最古の医科大学であり、ノーベル賞受賞者を複数名輩出し、世界から優秀な研究者・学生が集う。ヨーロッパでも有数の教育水準を保つセンメルヴェイス大学の生徒数は一万人を越え、60ヶ国以上から留学生を受け入れ、外国人比率は18%である。
授業はハンガリー語の他、英語、ドイツ語でもなされている。現在では毎年200人以上の外国人が入学している。出身国別に見るとドイツが依然として多いが、近年ではイスラエルや北欧、キプロスの出身者も多い。また、英語の授業は毎年120人程が参加し、EU加盟国の他、ノルウェーやイスラエル、キプロス、イラン、アメリカ出身の学生が学んでいる。

## 歴史
- 1769年 - 設立。
- 1983年 - ドイツ語での授業が薬学部で始まる。
- 1987年 - 英語での授業も開始される。

## 学部
以下に学部とそれぞれの人数を記す。
- 歯学部 - 821人
- 健康保険公共事業学部 - 544人
- 健康科学部 - 3504人
- 医学部 - 4321人
- 薬学部 - 816人
- 体育学部 - 2069人

また、博士課程が412人在籍している。